# Tổ chức Phong trào Hướng đạo Thế giới
Tổ chức Phong trào Hướng đạo Thế giới (World Organization of the Scout Movement, viết tắt là WOSM) là một tổ chức phi chính phủ điều hành hầu như tất cả các phong trào Hướng đạo các nước với tổng số thành viên là 28 triệu. Tổ chức Phong trào Hướng đạo Thế giới được thành lập vào năm 1920 và có tổng hành dinh tại Genève, Thụy Sĩ. Tổ chức là đồng nhiệm tương ứng với Hội Nữ Hướng đạo Thế giới (World Association of Girl Guides and Girl Scouts, viết tắt là WAGGGS).
Nhiệm vụ của Tổ chức Phong trào Hướng đạo Thế giới là góp phần giáo dục thanh thiếu niên qua hệ thống rất có giá trị là dựa vào Lời hứa Hướng đạo và Luật Hướng đạo để giúp xây dựng một thế giới tốt đẹp hơn nơi mà mọi người tự hoàn thành nhiệm vụ như một công dân và đóng vai trò xây dựng cho xã hội. Tổ chức Phong trào Hướng đạo Thế giới được tổ chức thành nhiều vùng và hoạt động có các bộ phận như Hội nghị, Ủy ban và Văn phòng.

## Hội nghị Hướng đạo Thế giới
Hội nghị Hướng đạo Thế giới (World Scout Conference) là một bộ phận điều hành và nhóm họp mỗi ba năm một lần, trước đây là Diễn đàn Thanh thiếu niên Hướng đạo Thế giới (World Scout Youth Forum). Hội nghị Hướng đạo Thế giới là "đại hội đồng" (general assembly) Hướng đạo và bao gồm sáu đại diện từ mỗi hội Hướng đạo thành viên. Nếu một quốc gia có hơn một hội Hướng đạo thì các hội thành lập một liên hội để dễ điều hợp và chọn đại diện quốc tế chung. Căn bản để được công nhận và trở thành hội viên tại Hội nghị Hướng đạo Thế giới bao gồm sự gắn chặt vào mục đích và nguyên lý của Tổ chức Phong trào Hướng đạo Thế giới và độc lập với các chính kiến về phía mỗi hội thành viên.
Tại Hội nghị Hướng đạo Thế giới, những nỗ lực họp tác cơ bản đã được đồng thuận và một kế hoạch hợp tác hỗ tương được phê chuẩn. Kỳ Hội nghị Hướng đạo Thế giới vừa qua được tổ chức vào năm 2005 tại Hammamet, Tunisia. Kỳ Hội nghị Hướng đạo Thế giới sắp tới sẽ được tổ chức vào năm 2008 tại Hàn Quốc.

## Ủy ban Hướng đạo Thế giới
Ủy ban Hướng đạo Thế giới (World Scout Committee) là bộ phận hành chánh chính của Hội nghị Hướng đạo Thế giới và bao gồm các thiện nguyện viên được bầu lên. Ủy ban Hướng đạo Thế giới đại diện Hội nghị Hướng đạo Thế giới trong các cuộc họp của toàn hội nghị. Thành viên của Ủy ban Hướng đạo Thế giới được bầu lên tại Hội nghị Hướng đạo Thế giới với nhiệm kỳ sáu năm. Các thành viên được bầu lên không phân biệt quốc tịch của họ.

### Giải thưởng Sói Đồng
Giải Sói Đồng (Bronze Wolf) là một giải thưởng đặc biệt duy nhất của Tổ chức Phong trào Hướng đạo Thế giới và được Ủy ban Hướng đạo Thế giới trao tặng cho những đóng góp hiếm có vì Hướng đạo Thế giới. Lần đầu tiên nó được trao tặng cho Robert Baden-Powell bởi một quyết định nhất trí của Ủy ban Quốc tế (tên lúc đó của Ủy ban Hướng đạo Thế giới) vào ngày lập ra giải Sói Đồng tại Stockholm năm 1935.

## Văn phòng Hướng đạo Thế giới

Bản đồ của các vùng Hướng đạo của Tổ chức Phong trào Hướng đạo Thế giới; vùng màu xám như Lào và Cuba không có Hướng đạo, và Iran màu xanh chanh thì chỉ tiên đoán

Văn phòng Hướng đạo Thế giới (World Scout Bureau, trước đây là International Bureau) là ban thư ký thực hiện những hướng dẫn của Hội nghị Hướng đạo Thế giới và Ủy ban Hướng đạo Thế giới. Văn phòng Hướng đạo Thế giới được điều hành bởi tổng thư ký với sự phụ giúp của một ban tham mưu nhỏ gồm những nhân viên kỹ thuật nghiệp vụ. Ban tham mưu văn phòng giúp các hội Hướng đạo cải thiện và mở rộng sinh hoạt Hướng đạo của họ bằng việc huấn luyện trưởng và tình nguyện viên, thiết lập chính sách về tài chính và kỹ thuật quyên góp tài chính, cải thiện các tiện ích cộng đồng, và giúp đỡ việc sắp đặt ngăn nắp tài nguyên quốc gia của mỗi quốc gia theo cách của Hướng đạo.
Ban tham mưu cũng giúp sắp xếp các sinh hoạt mang tính thế giới như các Trại Họp bạn Hướng đạo Thế giới (World Scout Jamboree), khích lệ cho các cuộc sinh hoạt vùng, và đóng vai trò như một nơi liên lạc giữa phong trào Hướng đạo và các tổ chức quốc tế khác.
Văn phòng Hướng đạo Thế giới có trụ sở chính tại Genève, Thụy Sĩ và có các văn phòng chi nhánh tại sáu vùng:
     Vùng châu Âu: Genève (Thụy Sĩ), Brussels (Bỉ) và Belgrade (Serbia)
     Vùng Ả Rập: Cairo (Ai Cập)
     Vùng châu Phi: Nairobi (Kenya), Cape Town (Nam Phi) và Dakar (Sénégal)
     Vùng châu Á-Thái Bình Dương: Makati (Philippines), Úc và Tokyo (Nhật Bản)
     Vùng Liên Mỹ: Santiago (Chile)
     Vùng Âu-Á: Gurzuf - gần Yalta (Ukraina) và Moskva (Nga)
Tổ chức Phong trào Hướng đạo Thế giới có mối liên hệ với Trung tâm Hướng đạo Quốc tế Kandersteg (KanderstegKandersteg International Scout Centre) tại Kandersteg, Thụy Sĩ và trung tâm này được điều hành bởi một tập đoàn phi lợi nhuận riêng biệt. Trại Họp bạn Hướng đạo Thế giới được tổ chức đúng bốn năm một lần dưới sự bảo trợ của Tổ chức Phong trào Hướng đạo Thế giới, và thành viên của Hội Nữ Hướng đạo Thế giới cũng được mời tham dự. Tổ chức Phong trào Hướng đạo Thế giới cũng tổ chức World Scout Moot, một Trại Họp bạn cho lứa tuổi từ 17-26, và tổ chức World Scout Indaba, một trại hội ngộ cho các huynh trưởng Hướng đạo. Quỹ Hướng đạo Thế giới là một quỹ thường trực được điều hành bởi một Ban Thống đốc (Board of Governors) riêng và được quyên góp ủng hộ để phát triển các chương trình Hướng đạo khắp thế giới.
Tổ chức Phong trào Hướng đạo Thế giới là một tổ chức phi chính phủ (non-governmental organization, hay NGO), và có đại diện phong trào Hướng đạo tại Liên Hợp Quốc. Tổ chức Phong trào Hướng đạo Thế giới và Hội Nữ Hướng đạo Thế giới có tư cách cố vấn tổng quát tại Hội đồng Xã hội và Kinh tế của Liên Hợp Quốc.

## Phù hiệu
Phù hiệu thành viên của Tổ chức Phong trào Hướng đạo Thế giới là một phù hiệu tròn màu tím có một hoa bách hợp (fleur-de-lis) ở giữa, vây quanh bởi một sợi dây có nút dẹt (reef knot). Hoa bách hợp là một biểu tượng xưa, lúc ban đầu được Baden-Powell dùng cho các trinh sát hiện dịch trong quân đội Anh và sau đó được thiết kế lại và đem sử dụng cho Hướng đạo. Đầu mũi tên đại diện cho hướng bắc trên la bàn và có ý nghĩa là chỉ cho người Hướng đạo đi đúng hướng trên con đường phục vụ và đoàn kết. Ba cánh trên hoa bách hợp đại diện ba bổn phận, đối với Thượng đế, chính mình và mọi người. Hai ngôi sao năm cánh có ý nghĩa là chân lý và kiến thức, cùng với mười cánh tượng trưng cho mười điều Luật Hướng đạo. Sự kết nối ở phần dưới của hoa bách hợp chỉ gia đình Hướng đạo. Vòng dây tròn tượng trưng cho sự đoàn kết và gia đình Phong trào Hướng đạo Thế giới. Theo truyền thống tại Hoa Kỳ, Hội Nam Hướng đạo Mỹ (Boy Scouts of America - BSA) dùng biểu tượng này làm phần thưởng gọi là World Crest. Nó được trao tặng cho các Hướng đạo sinh và huynh trưởng Hướng đạo đã tham dự một sự kiện Hướng đạo quốc tế như Trại Họp bạn Thế giới. Năm 1991, Hội Nam Hướng đạo Mỹ đã dùng nó như một phần trên đồng phục cho tất cả các Hướng đạo sinh.

## Lịch sử
Trong nhiều tình huống bất thường, có nhiều nhu cầu của thanh thiếu niên Hướng đạo đã tạo ra một vài sự sắp xếp trật tự lý thú, có thể trả lời trực tiếp từ Văn phòng Hướng đạo thế giới. Trong nhiều năm, có một đoàn Nam Hướng đạo Liên Hợp Quốc đang hoạt động với vài đạo (scout troup) tại Làng Parkway ở Thành phố New York, nhưng chỉ còn có 14 thành viên trong năm 1959. Cũng có đăng ký trực tiếp đến Văn phòng Hướng đạo Thế giới là 900 thành viên của Hội Nam Hướng đạo Vùng Kinh đào Panama, cũng như 84 Hướng đạo sinh của Cộng đồng Than Thép châu Âu, tiền thân của Liên hiệp châu Âu.

## Các ấn bản
Các ấn bản của Tổ chức Phong trào Hướng đạo Thế giới gồm có:
- Scouting 'Round the World: một cuốn sách được cập nhật mỗi ba năm một lần với chi tiết về tất cả tổ chức thành viên của WOSM;
- WorldInfo Lưu trữ ngày 11 tháng 10 năm 2006 tại Wayback Machine: một nguyệt san được phân phát theo dạng điện tử với sự giúp đỡ của Scoutnet.